# Flow Motion
| Recensione                        | Giudizio   |
| --------------------------------- | ---------- |
| AllMusic                          | [ 1 ]      |
| Progarchives                      | [ 2 ]      |
| The New Rolling Stone Album Guide | [ 3 ]      |
| Sputnikmusic                      | 2.8 (Good) |
| Piero Scaruffi                    | [ 5 ]      |
| 24.000 dischi                     | [ 6 ]      |

Flow Motion è l'ottavo album in studio del gruppo musicale tedesco Can, pubblicato nell'ottobre del 1976.

## Tracce
Tutti i brani composti dai Can.
Lato A
1. I Want More – 3:29
2. Cascade Waltz – 5:35
3. Laugh Till You Cry, Live Till You Die (O.R.N.) – 6:43
4. ...And More – 2:43

Lato B
1. Babylonian Pearl – 3:29
2. Smoke (E.F.S. Nr. 59) – 5:15
3. Flow Motion – 10:23

## Musicisti
I Want More
- Michael Karoli - chitarre, voce
- Irmin Schmidt - tastiere, voce
- Holger Czukay - basso, voce
- Jaki Liebezeit - percussioni, voce
- Peter Gilmour - voce, lyrics
- René Tinner - voce

Cascade Waltz
- Michael Karoli - chitarre, chitarra slide, violino elettrico, voce
- Irmin Schmidt - tastiere, sintetizzatore (strings Alpha 77)
- Holger Czukay - basso, accompagnamento vocale-cori
- Jaki Liebezeit - percussioni
- Peter Gilmour - lyrics

Laugh Till You Cry, Live Till You Die (O.R.N.)
- Michael Karoli - chitarre, baglama, violino elettrico, voce
- Irmin Schmidt - tastiere
- Holger Czukay - basso, accompagnamento vocale-cori
- Jaki Liebezeit - percussioni
- Peter Gilmour - lyrics

...And More
- Michael Karoli - chitarre, voce
- Irmin Schmidt - voce
- Holger Czukay - basso, voce
- Jaki Liebezeit - percussioni, voce
- Peter Gilmour - voce
- René Tinner - voce

Babylonian Pearl
- Michael Karoli - chitarre
- Irmin Schmidt - pianoforte elettrico, voce
- Holger Czukay - basso
- Jaki Liebezeit - percussioni
- Peter Gilmour - lyrics

Smoke (E.F.S. Nr. 59)
- Irmin Schmidt - pianoforte elettrico
- Holger Czukay - djün, basso, voce
- Jaki Liebezeit - percussioni
- Michael Karoli - accompagnamento vocale-cori

Flow Motion
- Michael Karoli - chitarre, voce
- Irmin Schmidt - tastiere, sintetizzatore archi, sintetizzatore Alpha 77
- Holger Czukay - basso, accompagnamento vocale-cori
- Jaki Liebezeit - percussioni

Note aggiuntive
- Can - produttori, composizioni
- Can e Simon Puxley - produttori (solo per il brano: Cascade Waltz)
- Registrazioni effettuate al Inner Space Studio di Colonia, Germania
- Holger Czukay e René Tinner - ingegneri delle registrazioni
- Mixaggio effettuato al Delta Acoustic Studio di Wilster, Germania
- Manfred Schunke - ingegnere del mixaggio
- Michael Karoli - fotografia copertina frontale album
- Peter Hehner - fotografia retrocopertina album
- Wagner - design copertina album[9]